# 鲁冠球
鲁冠球（1945年1月17日—2017年10月25日），浙江萧山人，中华人民共和国企业家，中國共產黨黨員，万向集团创始人。他与马云、宗庆后被称为浙商三大领军人物。

## 生平
鲁冠球生于今浙江省萧山市宁围乡。父亲在上海一家医药工厂工作，工资微薄，鲁冠球与母亲在贫苦的农村艰难度日。15岁从初中辍学，经人介绍到萧山县铁业社当打铁学徒。3年后的1962年，因人员精简，他被辞退。起初他在本村集资开办米面加工厂，不久该厂便因当时社会主义公有制下政策禁止私人经营而被关闭。很快，鲁冠球收了5个学徒，挂上大队农机修配组的牌子，在童家塘镇上开了家铁匠铺，为附近村民打铁锹、镰刀，修自行车。但因政策不允许，在此后6年间，铁匠铺一共换了7个地方。1969年，鲁冠球已成为所在村最先用上奢侈品的人，这些奢侈品包括一块上海牌手表、一辆永久牌自行车和一台红灯牌收音机。
1969年，宁围人民公社领导找到鲁冠球，让他和伙伴们一起接管宁围公社农机修配厂，该厂是个仅有84平方米破厂房的烂摊子。鲁冠球与其他6个农民集资4000元，接管该厂，生产农业机械设备。1969年7月8日，该厂正式组建成立。后来的万向集团将该日定为集团创建日。1973年12月，改名为萧山宁围公社农机厂。1975年10月，改名为萧山宁围公社万向节厂。1978年1月，公社决定撤销厂革命领导小组，任命鲁冠球为厂长。1978年，该厂门口已挂上宁围农机厂、宁围轴承厂、宁围链条厂等多块牌子，每天创造1万元利润。同年，该厂更名为萧山宁围万向节厂。1979年鲁冠球看到《人民日报》的一篇社论《国民经济要发展，交通运输是关键》，决定专攻万向节。1979年12月，鲁冠球将其他产品调整下马，集中力量生产汽车万向节。1980年，该厂更名为萧山万向节厂。1980年，鲁冠球亲自带队，拉着两卡车“钱潮牌”万向节，到全国汽车零部件订货会主办地山东胶南县，但萧山万向节厂因是乡镇企业而被拒绝入场，但鲁冠球仍以低于场内20%的价格斩获210万元定单。1980年，万向将3万套不合格的万向节卖给废品收购站。同年，工厂以99.4分的成绩通过验收，被定为全国三家万向节定点生产企业之一。
1981年，该厂公布实施销售员浮动工资和费用包乾制度。1982年，企业实行联利计酬责任制。同年，浙江省人民政府授予该厂浙江省先进集体称号。1983年3月，鲁冠球以自家自留地里价值2万多元人民币的苗木为抵押，承包了该厂。该厂所有资产的50%归企业所有，50%归乡政府所有；乡政府不参加企业利润分配，企业以销售额的20%作为管理费上缴给乡政府，并作为销售费用计入成本。这是中国乡镇企业最早的产权制度改革之一。承包第一年，该场就超额完成154万元，此后的1984年、1985年每年都超额完成。1984年，以企业名义打报告，要求实行股份制，没批准，他就土法上马，搞内部职工入股。1985年，变个人承包为集体承包。鲁冠球没为自己争取企业股份，而是通过产权改革获得了对企业的绝对控制权，且企业也未丧失“集体经济”地位。他在承包责任制中，仅要经营自主权，不拿奖金。到1993年为止，鲁冠球共放弃承包奖金300余万元。1988年，鲁冠球将工厂资产评估为1500万元，并提出其中一半为镇政府所有，从而划清了公私资产范围。后来当地一家政府的客车厂濒临倒闭，鲁冠球又伸出援手，条件是宁围镇政府的股份从一半变为1/3。1992年，把“总厂制”结构变为“集团式”结构，成立浙江万向集团。
1984年，经过12年申请，鲁冠球加入中国共产党。1991年，万向成立党委，成为浙江省第一家成立党委的乡镇企业。万向每年必开三个大会——纪念建党、纪念建厂日、年终表彰。作为万向集团党委书记，鲁冠球自2000年至2016年每年都要给万向的党员上一次党课。
1984年，拥有世界上最多万向节专利的美国舍勒公司代表在广交会上决定向万向下3万套订单，但定价很低，万向做下来要亏钱。然而鲁冠球最终同意，他说：“3万套我们亏损，等到30万套怎么还会亏？”当年，万向的产品首次卖到美国，鲁冠球也以“第一个到访美国的农民企业家”的身份参观了美国舍勒公司。
鲁冠球在改革开放大潮中的企业改革举措吸引了各级领导的注意。1983年8月17日，萧山万向节厂第一次登上《浙江日报》。1984年，中共杭州市委书记厉德馨等5名常委，国务院副总理张劲夫，中共浙江省委书记王芳等领导先后视察该厂。经张劲夫建议，1984年5月1日该厂更名为杭州万向节厂。同年，首次试制美商多伊尔公司的万向节样品。1985年，鲁冠球被《半月谈》评为1985年全国十大新闻人物之一。同年，鲁冠球被浙江省人民政府授予浙江省特等劳模称号。1986年4月10日，新华社记者采写的反映该厂及厂长鲁冠球事迹的长篇通讯《乡土奇葩——记农民企业家鲁冠球》在《人民日报》、中央人民广播电台等全国各大报刊、电台刊发（播发）。1986年4月18日，中华人民共和国外交部组织12个国家37家通讯社记者来厂参观采访。1986年4月30日，中共浙江省委决定，在全省学习推广农民企业家、杭州万向节厂厂长鲁冠球的先进思想和企业精神。1986年5月1日，中共中央政治局常委、中央纪委第一书记陈云在杭州接见鲁冠球，并与陪同的浙江省领导江华、王芳、薛驹等合影。1986年5月23日，国务委员、中国人民银行行长陈慕华来厂视察。1986年6月2日，鲁冠球捐资10万元兴建的宁围中心学校竣工，浙江省人民政府省长薛驹，副省长李德葆，杭州市人民政府陈端、虞荣仁剪彩，薛驹题写校名。1986年6月10日至19日，鲁冠球到北京参加农业部先进人物演讲，在中南海怀仁堂受到习仲勋、田纪云、邓力群等中央领导接见。1986年8月22日，机械工业部部长邹家华来厂视察。1986年9月，国务院机电产品出工办公室批准该厂为中国万向节出口基地。同年11月，国家经委主任吕东、副主任张彦宁来厂视察。同年11月25日至12月2日，鲁冠球到北京参加了中共中央组织部召开的全国优秀党员、先进党支部事迹交流会，在会上作《为国争光，为民造福》的发言，受到邓小平、胡耀邦、万里、习仲勋、乔石、余秋里、王震、薄一波、宋任穷等中央领导接见。
1987年3月，该厂被中国企业管理协会授予1986年全国企业管理优秀奖——金马奖。同年7月，鲁冠球被中央人民广播电台、中央电视台、中国乡镇企业报评为全国十位最佳农民企业家之一。同年9月14日，国务院副总理乔石来厂视察。同年11月25日，鲁冠球当选为中共十三大代表，参加了中共十三大。
1988年4月30日，鲁冠球被中华全国总工会授予全国优秀经营管理者称号和全国五一劳动奖章。同年7月13日，鲁冠球作为全国企业承包责任制座谈会代表，在中南海受到李鹏、姚依林、田纪云、吴学谦等中央领导接见。同年8月6日，杭州万向节厂更名为杭州万向节总厂。1989年1月4日，鲁冠球获第二届全国优秀企业家称号。1989年4月19日，该厂被列为全国10家股份制试点企业之一，也是其中唯一的乡镇企业。同年9月28日至10月3日，鲁冠球在被授予全国劳动模范称号后到北京出席表彰大会，在人民大会堂作《破小农经济狭隘眼光，靠优质产品走向世界》发言，其间受到邓小平、江泽民、李鹏等领导接见。同年，农业部部长何康，浙江省人民政府省长沈祖伦，中共浙江省委书记李泽民等领导分别来厂视察。
1990年1月10日，经浙江省人民政府批准，企业成为省级计划单列集团。同年12月1日，国务委员、国家科委主任宋健在浙江省人民政府副省长李德葆、杭州市人民政府副市长李志雄陪同下来厂视察，并为该厂题词：“科技兴厂，前途无量”。1991年，杭州万向节总厂被国务院定为国家一级企业。同年5月6日，鲁冠球成为美国《新闻周刊》封面人物，成为继邓小平之后第二个登上该杂志封面的中国人，同时《新闻周刊》以《把他的职工引向致富大道》为题报道了鲁冠球及该厂。同年12月16日，经中共萧山市委常委讨论同意、中共萧山市委组织部批准，成立中共杭州万向节总厂委员会。
1992年4月16日，中共中央顾问委员会委员、中国企业管理协会会长袁宝华在浙江省有关领导陪同下来厂视察，并题词“走向世界”。同年8月27日，该厂被中华人民共和国对外经济贸易部批准为拥有自营进出口权。同年10月，鲁冠球到北京参加中共十四大。同年12月21日，企业出台并运作集团化管理模式。1993年4月28日，中华人民共和国机械工业部部长何光远在浙江省机械厅领导的陪同下来公司考察，并题词“为建成我国汽车零部件基地而奋斗”。同年4月30日，被评为中国百家知名企业。同年8月23日，浙江省证监委通知，万向潮股票获准在深圳证券交易所上市。同年11月25日，应中共中央政治局常委胡锦涛邀请，鲁冠球参加在杭州举行的乡镇企业座谈会，并汇报公司股份制情况。
1994年，派生分离的万向节总厂更名为万向钱潮股份有限公司。1994年1月10日，“万向钱潮”股票在深圳证券交易所上市，股票代号“万向潮A”。万向随之成为中华人民共和国第一家异地上市的乡镇企业，鲁冠球成为最早进入资产市场的民营企业家之一。同年7月，召开第一次员工代表大会、一届一次董事局会议，产生了董事局，鲁冠球当选为董事局主席、其子鲁伟鼎当选为总裁。1995年5月15日，中共中央总书记、国家主席江泽民在中央及浙江省、杭州市领导陪同下，视察万向集团并题词。同年11月2日，中华人民共和国农业部公布了以万向集团为首的首批全国乡镇企业集团名单。同年11月18日，中共万向集团公司第二次代表大会召开，选举产生中共万向集团公司第一届委员会，鲁冠球任党委书记，鲁伟鼎任党委副书记。1996年11月25日，万向钱潮股份有限公司召开临时股东大会，表决通过了收购浙江万向机械有限公司等3家公司60%的股权。1997年4月29日，国务院颁发国发〔1997〕15号文件，认定万向集团为国家120家试点企业集团之一。同年6月，鲁冠球、鲁伟鼎出席国家试点企业集团工作会议，会上国务院总理李鹏赞扬“万向集团发展很快、很好，地位越来越巩固”。同年7月11日，浙江省人民政府下发〔1997〕171号文件《关于加速万向集团发展若干政策的通知》。同年7月12日，中国企业管理协会，中国企业家协会全国会员代表大会在天津宾馆举行，鲁冠球当选为第六届理事会副会长。同年8月18日，企业获得美国通用汽车公司生产订单，成为首家进入美国一流主机配套市场的中国汽车零部件企业。同年12月18日，集团董事局一届八次会议召开，决定万向公司与万向钱潮股份有限公司分设运作，同时向董事局负责。
1998年3月，鲁冠球作为第九届全国人大代表到北京参加了九届全国人大一次会议。同年9月，浙江省人民政府经报转国务院批准，授予万向集团一定的派遣临时出国人员和邀请外国经贸人员来华事项审批权。同年10月8日，鲁冠球到上海参加了中华人民共和国对外经济贸易部与英国贸工部联合举办的第二届中英国际研讨会，并代表中方演讲，受到英国首相布莱尔接见。同年10月22日，国家经贸委组织的“部分国家大型企业集团试点工作座谈会”在万向大酒店举行，国家经贸委副主任郑斯林、浙江省人民政府省长柴松岳、副省长叶荣宝等到会，鲁伟鼎在会上作典型发言，国家经贸委将万向集团母子公司运作体系作为经验向全国试点企业集团推广。同年11月，中共浙江省委组织部发文“同意中共万向集团公司委员会为因公临时出国（境）人员审批单位”。同年11月19日，中华人民共和国农业部部长陈耀邦来集团视察。同年11月29日，中共中央政治局委员、中共上海市委书记黄菊、上海市人民政府市长徐匡迪率上海市代表团在中共浙江省委书记张德江、省长柴松岳、省委副书记、杭州市委书记李金明等陪同下视察万向集团。同年12月，中华人民共和国对外经济贸易部授予万向集团“外派劳务人员许可证”。
1999年万向创业三十周年，万向集团开了个报告会，鲁冠球在会上提出“奋斗十年添个‘零’”的目标，即在2010年实现每日创造利润1000万元。中共中央政治局常委、全国人大委员会委员长李鹏、原中顾委副主任薄一波、中共浙江省委书记张德江、浙江省省长柴松岳分别为集团题词或发来贺信。1999年，万向集团作为全国唯一一家汽车零部件企业被国务院确认为520户国家重点企业，中华人民共和国外交部授权万向集团在权限范围内向驻外使、领馆及拟被邀来华的外国人发通知签证函电（含邀请函）。1999年万向集团还获得了“中国企业管理杰出贡献奖”、首批全国精神文明建设先进单位等。同年，鲁冠球作为百名劳模代表中浙江省唯一的农业劳模代表到北京参加了中华人民共和国成立50周年国庆观礼。2000年，九届全国人大三次会议期间，中共中央总书记江泽民与鲁冠球等第九届全国人大代表的合影作为新华社通稿刊登在《人民日报》、《光明日报》、《经济日报》、《浙江日报》等的头版头条。同年，李鹏、李瑞环等党和国家领导人到集团视察，李瑞环为万向集团题词：“名冠全球”。同年11月29日，以万向集团为主要发起人的万向创业投资股份有限公司创立，先期注册资本3亿元人民币，成为中华人民共和国民营及浙江省规模最大的风险投资公司。
2000年6月10日，鲁冠球当选为中国乡镇企业协会会长，成为中华人民共和国首位当选为全国性行业协会会长的企业家。同年9月3日，在《中华英才》杂志、中国管理科学学会等单位主办的“2000年中华管理英才论坛”上，鲁冠球获“中华十大管理英才”称号。同年11月11日，鲁冠球任浙江大学MBA特聘导师。2001年11月11日，鲁冠球获香港理工大学荣誉工商管理博士学位，成为首位获此荣誉的中国内地企业家。同年12月29日，鲁冠球入选“CCTV中国经济年度十大人物”。2003年6月20日，应全国人大常委会、中共中央宪法修改小组邀请，鲁冠球作为企业界代表，在北京人民大会堂参加了由中共中央政治局常委、全国人大常委会委员长吴邦国主持召开的“中共中央宪法修改座谈会”。
鲁冠球的户口一直是农村户口。直到2000年后萧山宁围地区整体“农转非”，鲁冠球的户口才从农民转为城市居民。1980年代，鲁冠球便想“以工哺农”，试图采用工业化生产方式发展现代农业。1985年，万向投资数百万元建“立体农业车间”，后又创办鳗鱼养殖场，搞创汇农业，但这些投资多数未能获得经济效益。2002年，万向入主国企舟山远洋捕捞公司，当时公司总经理曾岳祥是自舟山市副市长任上调去，1989年曾作为渔业生产的全国劳模与乡镇企业劳模鲁冠球一同上台领奖。2000年，组建万向三农集团，以龙头带基地，走农、工、贸一体化经营的新路子。到2010年代中期，万向旗下4家上市公司中的万向德农、承德露露的主业都是农业，以渔业为核心业务的大洋世家也在准备上市。
1994年，在芝加哥成立万向美国公司。2000年，万向整体收购了美国舍勒公司。2001年8月28日，万向又收购了美国的纳斯达克上市公司UAI公司，开创了中国民营企业收购海外上市公司的先河，是中国乡镇企业收购海外上市公司的第一案。2016年底，万向被中国政府认定为符合新能源车准入标准，增程式纯电动乘用车项目获批。
鲁冠球在2003年至2005年间常年在中国大陆财富排行榜上列前十位。2007年福布斯中国大陆富豪榜，鲁冠球以131.3亿元人民币的身家位列第33。2015年胡润富豪排行榜中，鲁冠球以370亿元人民币身价列第37位。2016年胡润富豪榜中，以550亿元人民币列第18位。
鲁冠球先后担任中国企业联合会副会长、中国企业家协会副会长、中国乡镇企业协会会长、机械工业发展规划审议委员会委员、浙江省企业联合会会长、浙江省企业家协会会长。是全国劳动模范、全国五一劳动奖章获得者。1984年4月加入中国共产党，是中共十三大、中共十四大代表，第九、十、十一届全国人大代表，第十届全国人大主席团成员。
2017年10月25日，鲁冠球在浙江杭州家中病逝，享年72岁。

## 家庭
- 妻：章金妹
- 长女：鲁慰芳
  - 长女婿：莫斐，2012年逝世。
- 二女
  - 二女婿：韩又鸿
- 三女
  - 三女婿：倪频
- 子：鲁伟鼎[12][13]

## 延伸阅读
- 《杭州万向节厂成功之路》